# Braungrauer Eckflügelspanner

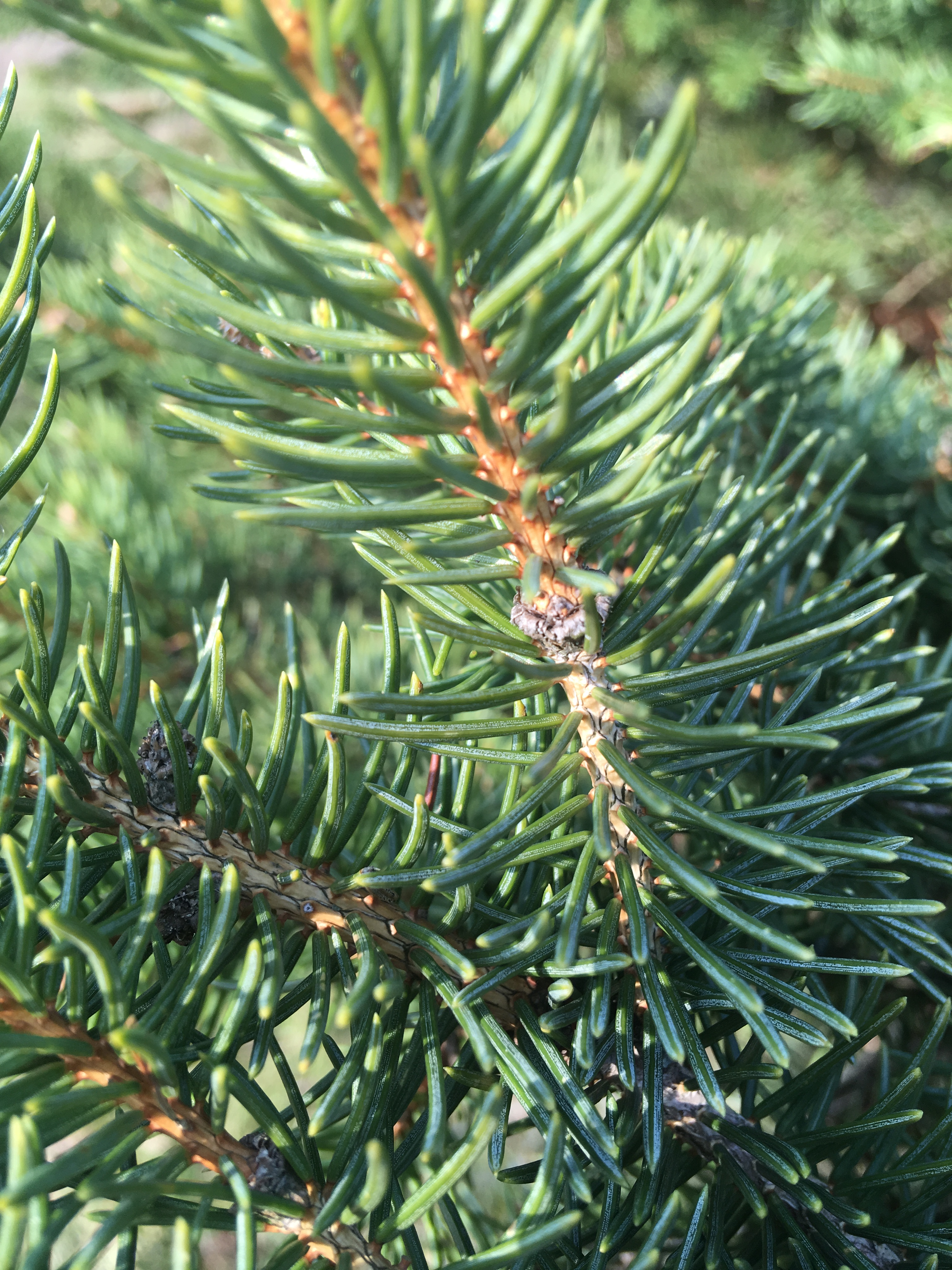
Nadeln der Gemeinen Fichte,
die Nahrung der Raupen

Der Braungraue Eckflügelspanner (Macaria signaria, Syn.: Semiothisa signaria) ist ein Schmetterling aus der Familie der Spanner (Geometridae). Der Artname
leitet sich vom lateinischen Wort signum mit der Bedeutung „Zeichen“ ab und bezieht sich auf die schwarzbraune Makel auf der Vorderflügeloberseite.

## Merkmale

### Falter
Die Flügelspannweite der Falter beträgt 23 bis 31 Millimeter. Zwischen den Geschlechtern besteht kein Sexualdimorphismus. Der Außenrand der Vorderflügel ist gerundet und nicht eingebuchtet. In der Nähe des Apex heben sich am Vorderrand ein großer schwarzbrauner Fleck sowie eine darunter befindliche gleichfarbige Makel deutlich ab. Drei dunkle Querlinien sind hingegen meist weniger deutlich ausgebildet. Sämtliche Flügel haben eine hellgraue bis braungraue Grundfarbe und sind mit einer feinen dunklen Querstrichelung versehen. Auf der Hinterflügeloberseite befinden sich mehr oder weniger deutliche schmale dunkelgraue Querbinden. Schwanzartig verlängerte Spitzen am Analwinkel sind nur schwach angedeutet oder fehlen.

### Raupe
Ausgewachsene Raupen haben eine dunkelgrüne Farbe, dünne weißliche Rücken- und Nebenrückenlinien, einen breiten weißen oder gelben Seitenstreifen sowie zwei breite braune Längsstreifen an der äußeren Kopfkapsel. Mit dieser Farbzusammenstellung und in gestreckter Ruhehaltung kopfabwärts zum Zweig imitieren sie täuschend echt den Glanz einer Fichtennadel. Sie sind dadurch vor Fressfeinden gut geschützt.

### Ähnliche Arten
Beim Hellgrauen Eckflügelspanner (Macaria notata) sowie beim Dunkelgrauen Eckflügelspanner (Macaria alternata) ist der Außenrand der Vorderflügel unterhalb des Apex konkav eingebuchtet. Außerdem zeigen beide Arten eine deutliche Spitze am Analwinkel.

## Verbreitung und Lebensraum
Das Verbreitungsgebiet des Braungrauen Eckflügelspanners erstreckt sich durch Europa, einschließlich der Britischen Inseln bis nach Kamtschatka und Japan. Im Norden reicht das Vorkommen bis zum Polarkreis. Die Art kommt auch in Nordamerika vor. Hauptlebensraum sind Fichten- und Mischwälder. Sie wurde auch an Fichten in Gärten gefunden. In den Nordalpen steigt der Braungraue Eckflügelspanner bis auf 1500, in den Südalpen bis auf 1700 Meter Höhe.

## Lebensweise
Die Falter sind überwiegend nachtaktiv und fliegen in einer Generation zwischen Mai und August. Nachts erscheinen sie an künstlichen Lichtquellen. Die Raupen ernähren sich von den Nadeln der Gemeinen Fichte (Picea abies). Sie überwintern im Puppenlager, gelegentlich auch als fertige  Puppe.